# Brzi i žestoki 8
Brzi i žestoki 8 (eng. The Fate of the Furious) je američki akcijski film redatelja F. Gary Gray iz 2017. godine i osmi dio filmskog serijala Brzi i žestoki. Glavne uloge u filmu tumače protagonisti originala iz 2001.

## Glavne uloge
- Vin Diesel
- Dwayne Johnson
- Jason Statham
- Michelle Rodriguez
- Tyrese Gibson
- Chris "Ludacris" Bridges
- Scott Eastwood
- Nathalie Emmanuel
- Elsa Pataky
- Kurt Russell
- Charlize Theron

## Vanjske poveznice
- Brzi i žestoki 8 na Internet Movie Databaseu (engl.)